# (16583) Oersted
(16583) Oersted est un astéroïde de la ceinture principale.

## Description
(16583) Oersted est un astéroïde de la ceinture principale. Il fut découvert le 26 juillet 1992 à La Silla par Eric Walter Elst. Il présente une orbite caractérisée par un demi-grand axe de 3,23 UA, une excentricité de 0,05 et une inclinaison de 22,6° par rapport à l'écliptique.

## Compléments